# Giovanni Orcel
Giovanni Orcel (Palerme, 25 décembre 1887 – Palerme, 15 octobre 1920) est un syndicaliste italien.
Typographe, il est en pointe des luttes sociales palermitaine à la tête de la Fédération des ouvriers de la métallurgie et au sein de Parti socialiste italien, jusqu'à son assassinat, resté non résolu, par Cosa nostra.

## Biographie

### Formation professionnelle et politique
Fils d'un employé de bureau et d'une femme au foyer, Giovanni Orcel ne peut poursuivre ses études après le certificat d'études primaires, et apprend le métier de typographe-compositeur, spécialité recherchée lui offrant un emploi stable, qualifié et bien payé.
Par ce milieu professionnel et à travers un membre de sa famille (Ernesto, peut-être un frère aîné) initiateur d'un faisceau des travailleurs à Cefalù, il est rapidement initié aux luttes syndicales. Il fréquente la Chambre du travail de Palerme, via Montevergini, contrôlée par les modérés : le socialisme palermitain est dominé depuis 1896 par les réformistes Alessandro Tasca et Aurelio Drago, rejoint ensuite par l'ancien syndicaliste révolutionnaire Rosario Garibaldi Bosco, initiateur de l'ouverture de la Chambre de travail. Orcel s'y rapproche de la minorité révolutionnaire, et adhère parallèlement au Parti socialiste italien (PSI) parmi les « intransigeants » opposés au réformisme aux côtés de Nicola Barbato et Nicola Alongi. 

### Engagement syndical et socialiste
Syndicaliste actif et bon orateur, il est désigné par les ouvriers typographes de Palerme pour les représenter au conseil national de la fédération.
Proche des positions révolutionnaires et antimilitaristes des revues socialistes palermitaines La Fiaccola et Il germe, il anime la Ligue des travailleurs du livre et combat la bourgeoisie industrielle et le pouvoir agraire en cherchant à renforcer la lutte syndicale et à construire un mouvement socialiste et ouvrier palermitain moins dominé par des leaders proches des intérêts patronaux, particulièrement ceux des Florio.
Il est rédacteur en chef du périodique La Riscossa socialista et participe à la constitution de la fédération régionale du PSI comme membre de la minorité locale intransigeante, internationaliste et antimilitariste (aux côtés de Nicola Barbato, de l'universitaire Enrico Loncao et de quelques ouvriers spécialisés) qui ne suit pas Tasca, Drago, et Bosco vers le Part réformiste socialiste italien de Bissolati, exclu en 1912.
Aussi, Orcel s'engage dans la campagne des élections de 1913 au suffrage universel en faveur des candidats socialistes intransigeants contre les partisans de Tasca
Après les « radieuses journées de mai » et l'entrée en guerre de l'Italie, il est l'un des rares, même à gauche, à maintenir son opposition à l'intervention italienne dans le conflit. Bloqué à Turin en 1914 sur le chemin du congrès de Leipzig par le déclenchement de la Première Guerre mondiale puis mobilisé en 1917, il se constitue alors un réseau de responsables politiques et syndicaux du nord de l'Italie et s'engage à son retour parmi les « maximalistes ». 

### À la tête de la FIOM
Il est élu à l'unanimité en mars 1919 secrétaire adjoint puis secrétaire général de la section de Palerme de la Fédération des ouvriers de la métallurgie (FIOM), devenue durant la guerre le fer de lance de la lutte pour de meilleures conditions de vie des ouvriers et forte de 2 000 adhérents. Il positionne la FIOM de Palerme en pointe de la lutte politique sur les sujets de pouvoir d'achat, d'augmentations de salaires, de la journée de huit heures et la place du syndicat au sein des entreprises. Il fonde et dirige en mai la revue de la FIOM baptisée La dittatura operaia (La dictature ouvrière) puis La dittatura proletaria (La dictature prolétarienne), inspirée par les écrits de Lénine et l'expérience soviétique.
Entre juin et juillet 1919, des grèves débutèrent dans de petits ateliers, avant de rapidement s'étendre aux ouvriers d'Ercta, Ducrot et du chantier naval. Des hausses salariales sont accordées, mais les manifestations se poursuivent contre la cherté de la vie et amènent à des pillages d'entrepôts et à des affrontements violents avec les forces de l'ordre. Les dirigeants de la FIOM en sort renforcés alors que la direction social-réformiste de la Chambre du Travail est affaiblie.  
Il s'engage dans la direction de la Chambre du travail de Palerme pour maintenir l'unité syndicale et unir, avec le syndicaliste paysan Nicolò Alongi, les combats des travailleurs agricoles à ceux des ouvriers de l'industrie.  
Lors du congrès de la FIOM à Gênes en mai 1920, il plaide pour la suppression des heures supplémentaires et du travail à la tâche, tout en soulevant la question de l'égalité salariale entre les différentes régions du pays. De retour à Palerme en septembre 1920, il organise une grande mobilisation ouvrière qui culmine avec l'occupation du chantier naval de Palerme et le lancement de la construction en autogestion d'un navire, baptisé en l'honneur de Nicolò Alongi, assassiné par la mafia en mars. Contre l'augmentation du coût de la vie due aux spéculations sur les produits de première nécessité et les logements, il obtient la création d'une commission municipale de contrôle des prix dans laquelle siège des représentants du PSI et des syndicats.
La fin du conflit social au chantier naval de Palerme est complexe à gérer et légitime à ses yeux sa dénonciation de plus en plus intense du pouvoir politico-financier et mafieux qui domine Palerme et en Sicile et qui a selon lui fait assassiner son camarade Alongi.  

## Meurtre
Giovanni Orcel est poignardé sur le Corso Vittorio Emanuele le 14 octobre 1920, après 23 heures, par un inconnu, alors qu'il vient de quitter le siège de la FIOM à Via Lungarini, à l'issue d'une réunion consacrée aux prochaines élections provinciales auxquelles il était candidat  pour le PSI. Il succombe trois heures plus tard à ses blessures à l'hôpital San Saverio de Palerme faute des soins nécessaires.
Son meurtre s'inscrit dans une série d'exactions contre les syndicalistes par la mafia et les autorités lors du Biennio rosso après la Première Guerre mondiale : assassinat de Giovanni Zangara à Corleone et Giuseppe Rumore à Prizzi en 1919, tirs mortels des forces de l'ordre contre des manifestations paysannes à Riesi la même année, exécution de Nicolò Alongi à Prizzi en 1920, répressions policières sanglantes à Randazzo et Catane.
L'annonce de sa mort déclenche une grève générale spontanée. Plus de 10 000 personnes défilent depuis la chambre du travail lors de ses funérailles,  pour réclamer que les coupables, issus de la mafia selon les camarades du syndicaliste, soient identifiés et jugés, ce qui ne sera jamais le cas. L'enquête judiciaire bâclée n'a identifié ni les commanditaires ni les auteurs de ce crime visiblement politico-mafieux visant à faire taire le dirigeant politique et syndical. 
Les autorités craignent que la mobilisation populaire en réaction à cet homicide n'influence la campagne et les résultats des élections municipales qui se tiennent le 7 novembre 1920. Mais, malgré leur désunion, les listes libérales du comte Salvatore Tagliavia et du prince Giuseppe Lanza di Scalea emportent tous les sièges face au PSI et au PPI. 

## Hommages
Une plaque rappelant son meurtre est apposée au coin du Corso Vittorio Emanuele et de la via del Giusino à Palerme depuis 2007.
La Chambre du travail de Palerme est dédiée à Giovanni Orcel.